# Henry Bulwer-Lytton
Pour les articles homonymes, voir Bulwer-Lytton.
Henry Bulwer-Lytton, (Henri Earle), (13 février 1801 – 23 mai 1872) est un diplomate et écrivain britannique.

## Biographie
Après la mort de Lord Byron à Missolonghi, il se propose comme commissaire pour gérer le prêt britannique à la Grèce insurgée à l'été 1824.
Il remplit plusieurs postes diplomatiques (Washington et ambassadeur auprès de la Sublime Porte à Constantinople dès 1858) et il publie plusieurs ouvrages.
Franc-maçon, il est le premier grand maître de la Grande Loge de district pour la Turquie à l'obédience de la Grande Loge unie d'Angleterre en 1862.
Il est le frère d'Edward Bulwer-Lytton et l'oncle de Robert Lytton.